# Premio Georg Büchner
Il Premio Georg Büchner (in tedesco: Georg-Büchner-Preis) è il maggiore premio letterario tedesco.
È stato istituito nel 1923 dallo Stato popolare d'Assia in onore dello scrittore Georg Büchner e inizialmente premiava artisti che si erano distinti in un largo spettro di campi; dal 1951 è puramente un premio letterario, gestito dalla Deutsche Akademie für Sprache und Dichtung ("Accademia Tedesca per la Lingua e la Letteratura").

## Albo dei vincitori
| Anno | Vincitore                  |
| ---- | -------------------------- |
| 1951 | Gottfried Benn             |
| 1952 | non assegnato              |
| 1953 | Ernst Kreuder              |
| 1954 | Martin Kessel              |
| 1955 | Marie Luise Kaschnitz      |
| 1956 | Karl Krolow                |
| 1957 | Erich Kästner              |
| 1958 | Max Frisch                 |
| 1959 | Günter Eich                |
| 1960 | Paul Celan                 |
| 1961 | Hans Erich Nossack         |
| 1962 | Wolfgang Koeppen           |
| 1963 | Hans Magnus Enzensberger   |
| 1964 | Ingeborg Bachmann          |
| 1965 | Günter Grass               |
| 1966 | Wolfgang Hildesheimer      |
| 1967 | Heinrich Böll              |
| 1968 | Golo Mann                  |
| 1969 | Helmut Heißenbüttel        |
| 1970 | Thomas Bernhard            |
| 1971 | Uwe Johnson                |
| 1972 | Elias Canetti              |
| 1973 | Peter Handke               |
| 1974 | Hermann Kesten             |
| 1975 | Manès Sperber              |
| 1976 | Heinz Piontek              |
| 1977 | Reiner Kunze               |
| 1978 | Hermann Lenz               |
| 1979 | Ernst Meister              |
| 1980 | Christa Wolf               |
| 1981 | Martin Walser              |
| 1982 | Peter Weiss                |
| 1983 | Wolfdietrich Schnurre      |
| 1984 | Ernst Jandl                |
| 1985 | Heiner Müller              |
| 1986 | Friedrich Dürrenmatt       |
| 1987 | Erich Fried                |
| 1988 | Albert Drach               |
| 1989 | Botho Strauß               |
| 1990 | Tankred Dorst              |
| 1991 | Wolf Biermann              |
| 1992 | George Tabori              |
| 1993 | Peter Rühmkorf             |
| 1994 | Adolf Muschg               |
| 1995 | Durs Grünbein              |
| 1996 | Sarah Kirsch               |
| 1997 | Hans Carl Artmann          |
| 1998 | Elfriede Jelinek           |
| 1999 | Arnold Stadler             |
| 2000 | Volker Braun               |
| 2001 | Friederike Mayröcker       |
| 2002 | Wolfgang Hilbig            |
| 2003 | Alexander Kluge            |
| 2004 | Wilhelm Genazino           |
| 2005 | Brigitte Kronauer          |
| 2006 | Oskar Pastior              |
| 2007 | Martin Mosebach            |
| 2008 | Josef Winkler              |
| 2009 | Walter Kappacher           |
| 2010 | Reinhard Jirgl             |
| 2011 | Friedrich Christian Delius |
| 2012 | Felicitas Hoppe            |
| 2013 | Sibylle Lewitscharoff      |
| 2014 | Jürgen Becker              |
| 2015 | Rainald Goetz              |
| 2016 | Marcel Beyer               |
| 2017 | Jan Wagner                 |
| 2018 | Terézia Mora               |
| 2019 | Lukas Bärfuss              |
| 2020 | Elke Erb                   |
| 2021 | Clemens J. Setz            |
| 2022 | Emine Sevgi Özdamar        |
| 2023 | Lutz Seiler                |
| 2024 | Oswald Egger               |
| 2025 | Ursula Krechel             |